# Kaye Hall
Kaye Hall Greff (15. svibnja 1951.) je bivša američka plivačica.
Dvostruka je olimpijska pobjednica u plivanju, a 1979. godine primljena je u Kuću slavnih vodenih sportova.